# TreffAs-Wagen
TreffAs-Wagen — средний колесный танк Германской империи разработанный фирмой Hansa-Lloyd в 1916 году. Считается одним из самых необычных и странных танков Первой мировой войны. Танк имел оригинальное конструкторское решение, но плохие ходовые характеристики и огневую мощь. В результате чего проект закрыли, а прототип разобрали на металл.

## История создания
Разработкой танка начала заниматься фирма Hansa-Lloyd из Бремена осенью 1916 года. «Ромбовидные» танки имели много недочетов, поэтому было решено сделать танк оригинальной конструкции, характеристики которого не будут уступать британским танкам, поэтому танк был выполнен по схеме высококолесного танка, сильно напоминающего по конструкции каток. Два огромных колеса диаметром около 3,35 м, должны были составлять основу ходовой части, в результате чего общая масса возросла до 19 тонн. Ходовое шасси должно было иметь хорошую проходимость, но его производство было трудоемким и дорогостоящим. В лобовой части корпуса было колесо, служившие для изменения направления движения. Экипаж машины состоял из 3-4 — х человек и размещался в корме корпуса, между основными колесами. Доступ внутрь танка осуществлялся через люк в корме, а обзор с места водителя был очень ограниченным из-за основных колес и конструкции в целом. Вооружение состояло из двух 20-мм пушек, установленных по бортам танка, рядом с основными колесами.

## Испытание
Предполагалось, что танк будет иметь отличные ходовые характеристики и не уступающую по огневой мощи британским танкам Mk I. Но вовремя испытаний прототипа все оказалось совсем наоборот. К 1 февраля 1917 года прототип был построен и до конца марта проходил испытания. Ходовые характеристики очень сильно уступали Mk.I, а огневая мощь была, как у обычного бронеавтомобиля. Обобщив все данные германское командование отказалось от дальнейшей поддержки и развития проекта, сосредоточив все основные усилия на танке A7V. Танк простоял без движения ещё несколько месяцев и в октябре 1917 г. был разобран на металл.